# Стюарт, Мэри (актриса)
Мэри Стюарт (англ. Mary Stuart; 4 июля 1926, Майами, Флорида — 28 февраля 2002, Нью-Йорк, Нью-Йорк) — американская актриса и певица.

## Биография
Стюарт родилась в Майами, штат Флорида и выросла в Талсе, штат Оклахома, где окончила Университет Талсы. В 1940 году она переехала в Голливуд, где последующие восемь лет играла малые роли, прежде чем подписать трехлетний контракт с Warner Bros., что привело её в заметным ролям в фильмах «Девушка из Джоунс Бич» (1949) с Рональдом Рейганом, а также «Похождения дона Жуана» (1948), «Кольт сорок пятого калибра» (1950) и «Карибский путь» (1950). После нескольких лет она уехала из Голливуда к мужу в Нью-Йорк, решив, что бизнес слишком безжалостен.
В 1950 году CBS предложил Стюарт роль на телевидении, в проекте «Первые сто лет», который вошёл в историю как первая дневная мыльная опера. Шоу не было долговечным и в 1951 году канал взял Стюарт на роль домохозяйки Джоан Гарднер в новую мыльную оперу «В поисках завтрашнего дня», которую актриса играла тридцать пять лет, вплоть до закрытия мыла в 1986 году. Из-за страсти к роли Стюарт снималась в шоу даже когда была на больничной койке, в том числе и к период её родов, в 1956 году.
Стюарт вошла в историю как первая и единственная актриса дневного эфира, кто номинировался на прайм-тайм премию «Эмми» за лучшую женскую роль в драматическом телесериале в 1962 году за работу в мыльной опере. Позже она несколько раз выдвигалась на Дневную премию «Эмми», и получила специальную награду в 1985 году. В последние годы жизни она снималась в мыльной опере «Направляющий свет» в роли Меты Бауэр. Она умерла в 2002 году от инсульта, но была больна раком желудка и раком костей.

## Фильмография
- Уик-энд в Гаване (1941)
- Мексиканская злючка видит привидение (1942)
- Большая улица (1942)
- Слон мексиканской злючкой (1942)
- Сюда мы вернёмся снова (1942)
- Семь дней отпуска (1942)
- Дети Гитлера (1943)
- День леди (1943)
- Мистер Счастливчик (1943)
- Темное заблуждение (1947)
- Рекламисты (1947)
- Неоконченный танец (1947)
- Хорошие новости (1947)
- На этот раз навсегда (1947)
- Невеста июня (1948)
- Большой удар (1948)
- Громовые (1948)
- Девушка из Джоунс Бич (1949)
- Похождения дона Жуана (1948)
- Кольт сорок пятого калибра (1950)
- Карибский путь (1950)
- Первые сто лет (дневная мыльная опера, 1950—1951)
- Кентерберийские рассказы (1972)
- В поисках завтрашнего дня (дневная мыльная опера, 1951—1986)
- Одна жизнь, чтобы жить (дневная мыльная опера, 1988)
- Направляющий свет (дневная мыльная опера, 1996—2002)